# سالومي جين (مسرحية)
سالومي جين (بالإنجليزية: Salomy Jane) هي مسرحية أمريكية عُرضت لأول مرة عام 1907، كتبها بول أرمسترونغ، وهي مقتبسة عن قصة قصيرة كتبها بريت هارت في عام 1889. وقد استُخدمت لاحقًا المسرحية كأساس لفيلم صامت صدر عام 1914، وفيلم آخر ناطق بعنوان الفتاة المتوحشة في عام 1932.

## الإنتاج
استندت المسرحية إلى قصة قصيرة لبريت هارت، كان قد نُشر أول ظهور لها في عدد أكتوبر 1889 من مجلة **The Overland Monthly**. لاحقًا، نُشرت ضمن مجموعة قصصية في عام 1898 بعنوان Salomy Jane and The Poet of Sierra Flat. أعاد هارت لاحقًا كتابة القصة وتوسيعها كرواية في عام 1907، وقد نُشرت هذه النسخة في نفس الوقت تقريبًا مع عرض المسرحية لأول مرة.
كُتبت نسخة المسرحية من قبل بول أرمسترونغ، وعُرضت لأول مرة في نيويورك عام 1907. لعبت بلانش بيتس دور البطولة في العرض الأصلي على مسرح جيرالد، حيث أدت دور سالومي جين.

## التكييفات السينمائية
كانت المسرحية مصدر إلهام لفيلم صامت بنفس الاسم في عام 1914، من إنتاج جيسي ل. لاسكي وبطولة بيسي بارينجر، وهو أول فيلم صُوّر في كاليفورنيا بواسطة شركة لاسكي. في عام 1932، أعادت فوكس فيلم إنتاج القصة في فيلم بعنوان الفتاة المتوحشة، من إخراج راؤول والش وبطولة تشارلز فاريل وجوان بينيت.